# Giotis Damianidis
 Giotis Damianidis (griechisch Γιώτης Δαμιανίδης, * 1981 in Griechenland) ist ein griechischer, seit 2006 in Belgien lebender Jazz- und Improvisationsmusiker (Gitarre, auch Bassgitarre, Elektronik, Komposition).

## Leben und Wirken
Damianidis wuchs in Thessaloniki auf. Er begann sein Musikstudium am Konservatorium Touba in Thessaloniki und trat schon bald mit verschiedenen Rock- und Bluesbands in ganz Griechenland auf. Er beschloss dann, in die Niederlande zu ziehen, um am Konservatorium Codarts in Rotterdam Jazzgitarre zu studieren. Anschließend setzte er sein Studium ab 2006 am Königlichen Konservatorium Brüssel fort.
Seitdem lebt er in Brüssel. Er trat in ganz Europa mit verschiedenen Gruppen auf und spielte unterschiedliche Musikrichtungen wie Free Jazz, freie Improvisation, Afrobeat, Fusion, Funk, Rock und Rembetiko. Er trat mit Musikern wie Sakis Papadimitriou, Christos Yermenoglou, Augusto Pirodda, Oghene Kologbo, Tony Allen und Hugo Antunes auf. Er ist Mitglied von World Squad, Afrosoul Messengerz, Fly O97, Duo Lexis, Triotiz und Zoula.
Im Bereich der Improvisationsmusik arbeitet Damianidis mit Giovanni Di Domenico, Akira Sakata, John Dikeman und Gonçalo Almeida; Aufnahmen entstanden außerdem mit den Gruppen Abschattungen und Aufheben (beide u. a. mit Giovanni Di Domenico), mit Don Kapot (mit Jakob Warmenbol, Viktor Perdieus), Entasis, Punk Kongo (mit Grégoire Tirtiaux, João Lobo, Ruben Verbruggen, Viktor Perdieus), 
The Miracle und dem Trio Amnesia (mit Petros Damianidis und John Rimaref). Im Bereich des Jazz war er laut Tom Lord zwischen 2018 und 2024 an acht Aufnahmesessions beteiligt.

## Diskographische Hinweise
- Giovanni Di Domenico & Abschattungen: The Ear Cannot Be Filled with Hearing (El Negocito Records, 2017)
- Akira Sakata, Christos Yermenoglou, Giovanni Di Domenico, Giotis Damianidis: Hōryū-Ji (2019)
- Giovanni Di Domenico, Gonçalo Almeida, Balázs Pándi,  Giotis Damianidis: Pray For Your Prey (2023)
- Don Kapot: Remedy (2024)
- Petros Damianidis, John Dikeman, Giotis Damianidis, Aleksandar Škorić; Live In The Balkans (2025)
- Akira Sakata & Giotis Damianidis: Adyron (2025)
- Masahiko Satoh / Giotis Damianidis: Thousand Leaves 千 葉 (Trost Records, 2025)